# Mandorla del Val di Noto
La  mandorla del Val di Noto  è un prodotto tipico siciliano ed è l'ingrediente alla base della pasticceria siciliana. 
La zona di produzione, in Val di Noto, comprende i territori di Noto, Avola, Rosolini e Canicattini Bagni ed è specializzata nella coltivazione di mandorle, olive e uva. 
.

## Tipologie
Uno dei primi a catalogare le varietà di mandorle presenti in Sicilia, è stato il botanico Giuseppe Bianca, che nel suo Manuale della coltivazione del Mandorlo in Sicilia  nel 1872 elencò precisamente 752 cultivar tra cui la Romana, maggiormente diffusa nel territorio di Noto. Lo studioso comparò le diverse caratteristiche di mandorle provenienti dalla Calabria, dalla Puglia e dal Medio Oriente, sperimentò alcuni ibridi ottenendo risultati diversi. All'interno del suo manuale ne descrive l'utilità, gli usi, i metodi di coltivazione e raccolta e alcuni dati commerciali che risalgono a fine 1800.
Le principali tipologie di mandorle prodotte nella Val di Noto sono tre: la Romana, la Pizzuta d'Avola, e la Fascionello.

### La Romana
Viene chiamata anche “Corrente d'Avola” e prende il nome dalla famiglia avolese "Romano" che la coltivò per la prima volta nel territorio di Avola. La sua forma è triangolare, irregolare e il guscio è duro e rugoso. Il sapore è intenso, in quanto presenta un retrogusto amaro: questo la rende adatta anche a preparazioni salate.

### La Pizzuta d'Avola
È la varietà più pregiata e fiorisce in pieno inverno, nonostante la minaccia degli agenti atmosferici. Il guscio è duro e liscio; la sua forma ovale la rende la tipologia privilegiata dalla confetteria.

### La Fascionello
Ha una forma simile a quella della Pizzuta, ma ha le dimensioni della Romana. Il suo guscio è scuro e robusto.
Tutte le varietà hanno un guscio spesso e legnoso, adatto a trattenere i grassi e a conservare a lungo il sapore e il profumo delle mandorle.”

## Principali impieghi
Le mandorle del Val di Noto sono un ingrediente base della pasticceria siciliana: molte preparazioni tradizionali siciliane sono a base di mandorle. Tra queste, la Pasta Reale (o Marzapane) viene lavorata a crudo; all'impasto viene data la forma di frutta o verdura e vengono aggiunti dei coloranti: il prodotto finito viene chiamato “frutta martorana”.

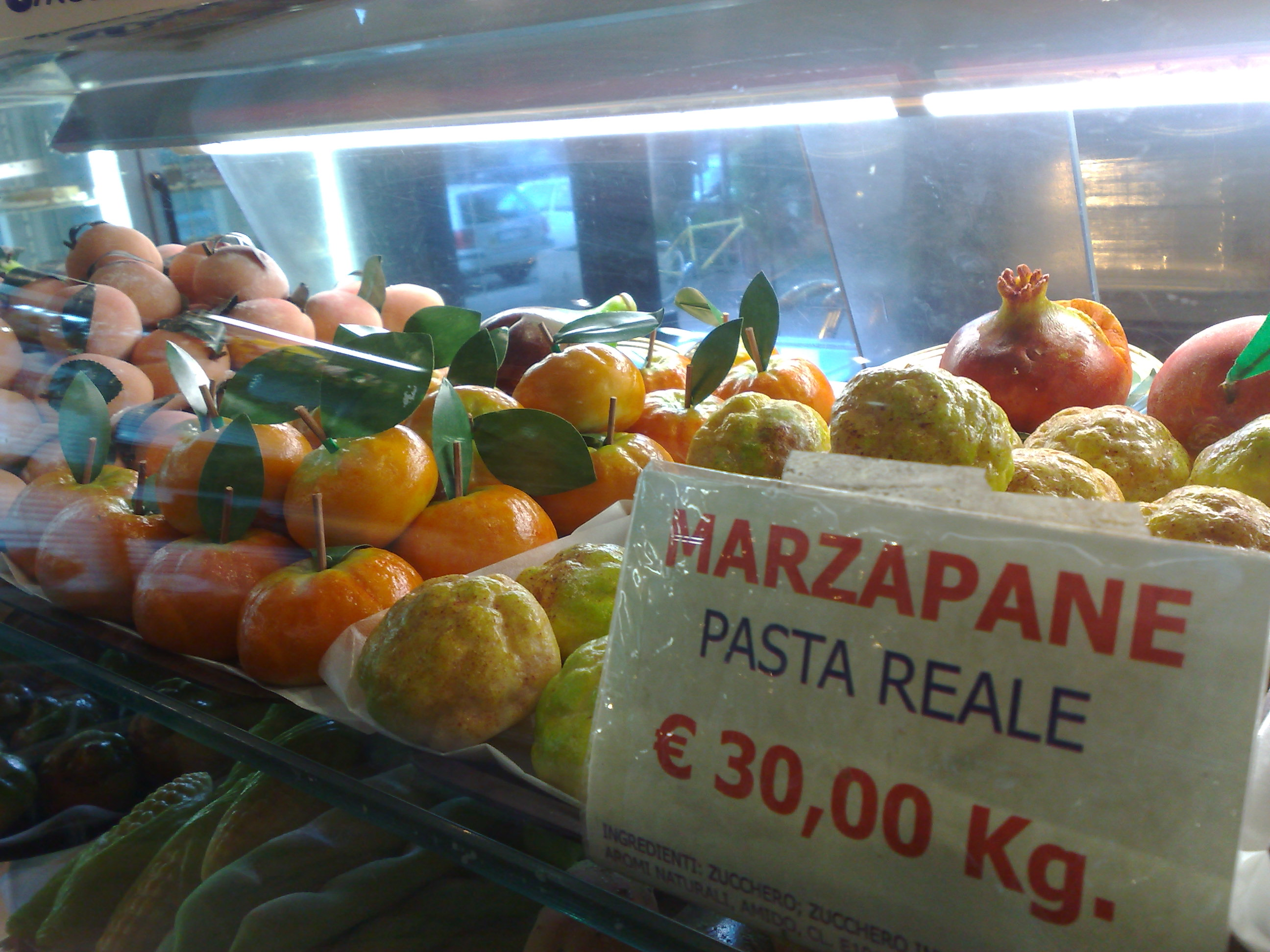
Frutti martorana.

La mandorla viene utilizzata anche per la preparazione di torroni e croccanti. Il gusto del frutto viene esaltato dal miele degli Iblei (arancia, carrubbo, tiglio, millefiori mediterraneo). 

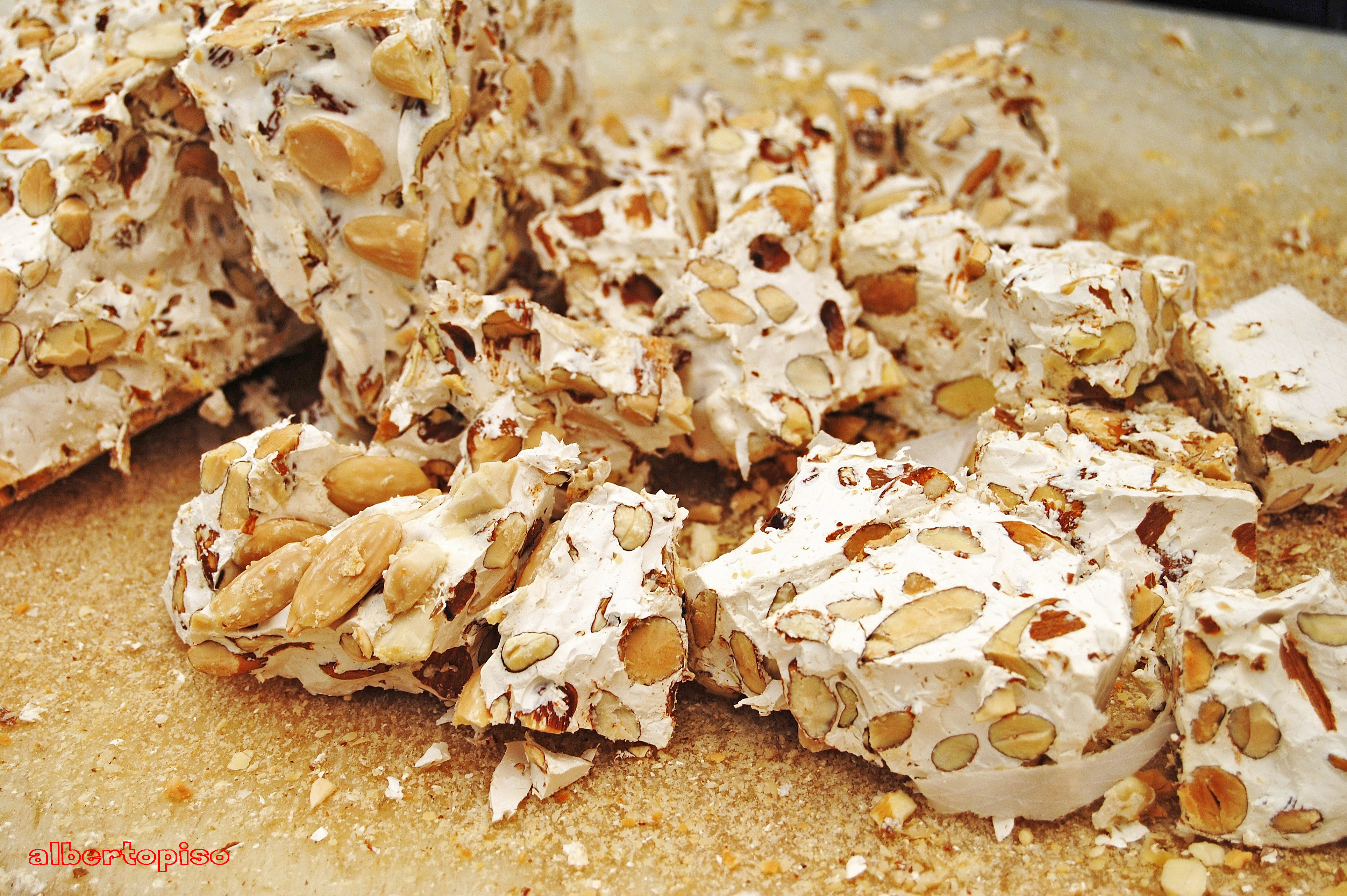
Torrone di mandorle.

 Il latte di mandorla viene preparato con mandorle dolci e zucchero, ed è usato per la preparazione della tipica granita di mandorla. 

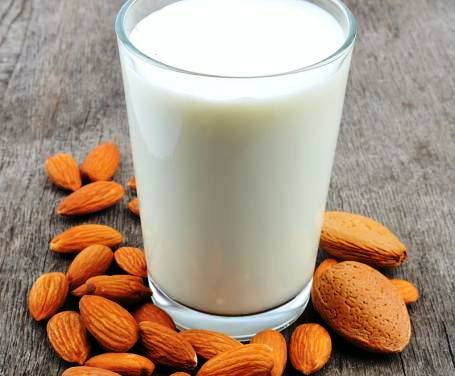
Latte di mandorle.

Altri dolci tipici a base di pasta di mandorle sono i biscotti decorati con una mandorla o una ciliegia caramellata

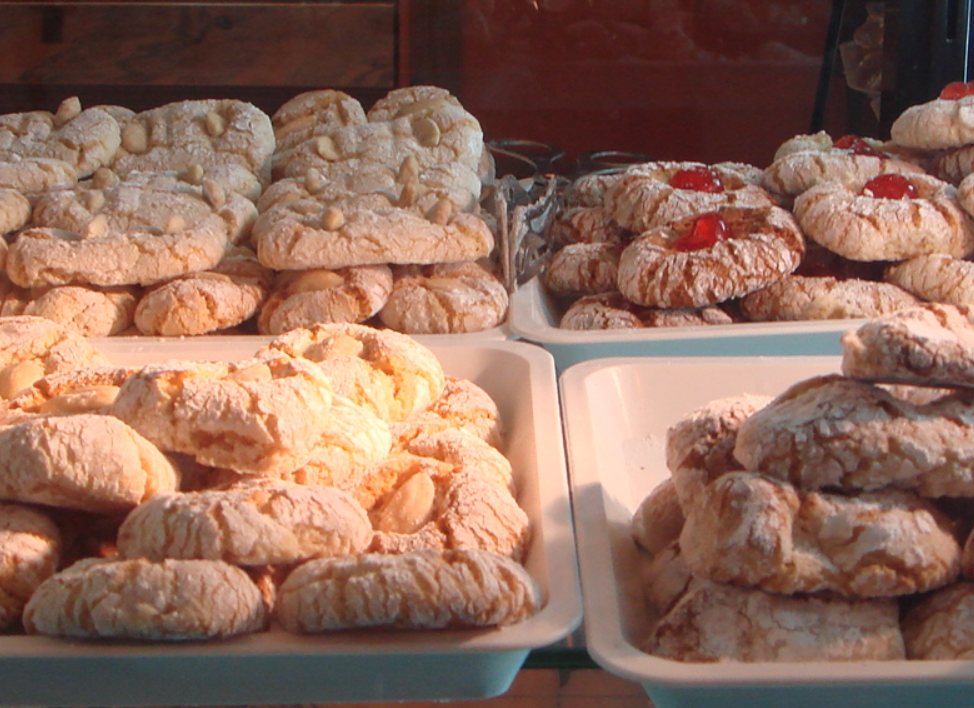
Biscotti alle mandorle.

 e la cassata, di forma rotonda, ricoperta di glassa di zucchero bianca, circondata da Pasta Reale al pistacchio e all'interno, tra due strati di Pan di Spagna, la ricotta di pecora. 

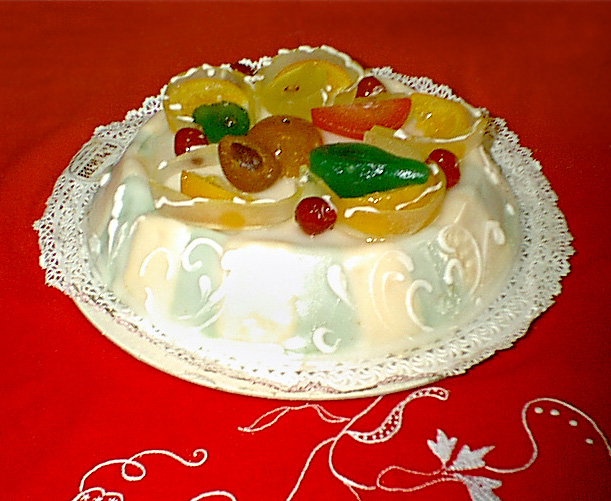
Cassata.

Un altro impiego della mandorla di Noto è la confetteria. In questo campo la più pregiata è la Pizzuta di Avola.

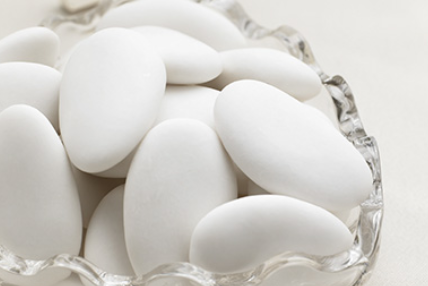
Confetti con la mandorla di Avola.

## Le fasi della lavorazione

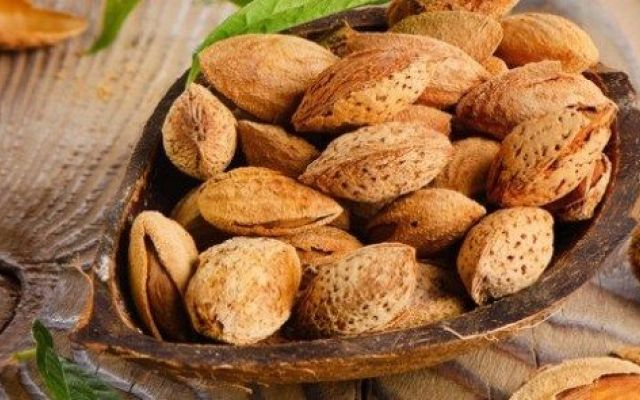
Mandorle con guscio.

La lavorazione ha inizio con la smallatura: in questa fase i frutti vengono liberati dai malli che aderiscono ai gusci, questa operazione un tempo veniva svolta a mano, oggi invece viene condotta da specifici macchinari. La fase successiva è quella dell'essiccazione, idonea a ridurre l'umidità che permane nei semi e nei gusci. Questa fase, in Sicilia, nei mesi primaverili ed estivi, richiede circa tre o quattro giorni.
Segue la sgusciatura: anch'essa in precedenza si svolgeva manualmente, oggi attraverso macchinari. In seguito le mandorle vengono scottate in acqua a circa 90° per sei minuti. Si ha poi la fase della pelatura, atta a rimuovere i tegumenti seminali dei cotiledoni tramite rulli. 
La fase finale è quella dell'asciugatura dentro uno specifico forno ad aria calda forzata a circa 80° per 90 minuti.

## I Presidi Slow Food
Le mandorle del Val di Noto hanno ottenuto il riconoscimento di Presidio Slow Food.
I produttori di mandorle si sono riuniti nel "Consorzio produttori della Mandorla di Noto".

## Feste e sagre della mandorla in Sicilia
Tra le varie feste dedicate alla mandorla del Val di Noto, c'è il “Festival della mandorla a Noto” inaugurato nel 2010. l'iniziativa si tiene nel cortile esterno del palazzo dei Gesuiti a Noto, dove sono previste esposizioni e degustazioni della mandorla di Noto e dei suoi derivati.
Un'altra manifestazione dedicata alla mandorla è la “Sagra della mandorla di Avola”: qui sono allestiti degli stand dove poter degustare la mandorla di Avola e tutti i prodotti tipici che hanno come ingrediente principale la mandorla in tutte le sue varietà; seguono spettacoli e balli folkloristici- La “Festa del mandorlo ad Avola” consiste in un percorso guidato attraverso le varie fasi della lavorazione con macchinari in attività, dalla sgusciatura fino al prodotto finito. Al contempo i produttori si occupano della preparazione del latte di mandorla, mentre celebri pasticceri preparano dolci a base di mandorla..